# Vissersramp Paesens-Moddergat

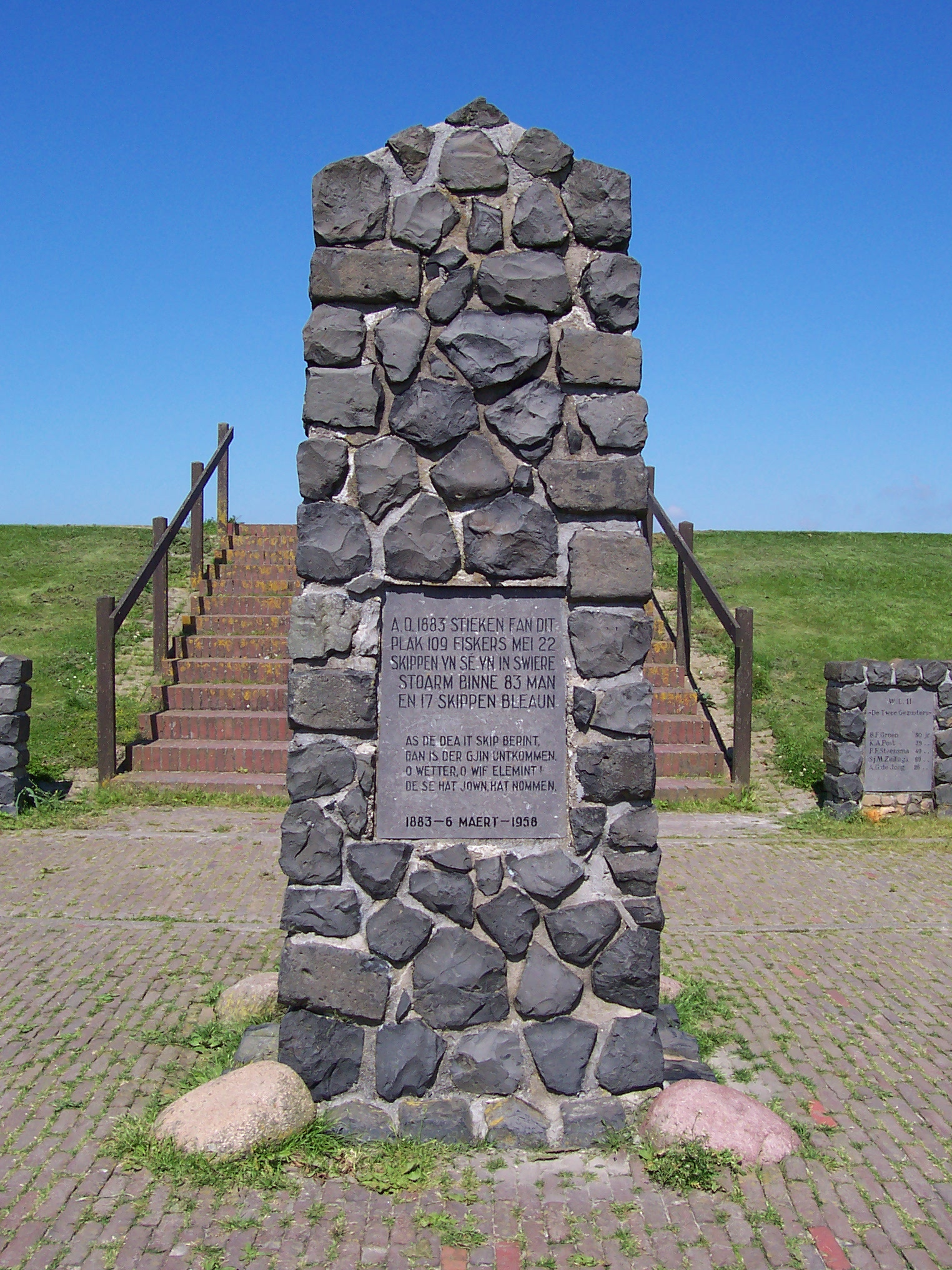
Vissersmonument

De vissersramp van Paesens-Moddergat vond plaats in de nacht van 5 op 6 maart 1883. In die nacht werd de vissersvloot van Paesens-Moddergat, een dubbeldorp aan de Waddenzee, overvallen door een zware voorjaarsstorm. Tijdens deze storm vergingen 17 blazers en aken en kwamen 83 dorpelingen om in de ijskoude golven van de zee ten noorden van de Waddeneilanden. De ramp is een van de belangrijkste gebeurtenissen in de geschiedenis van Paesens-Moddergat. 
De vissers van Paesens-Moddergat waren niet de enigen, die in die nacht omkwamen. Ook aan de Groningse en Hollandse kusten vergingen er vissersschepen. Maar nergens was de klap zó groot. In die nacht verdronken in totaal 121 Nederlandse vissers, onder wie 27 uit Urk en negen uit Zoutkamp. 
Ter herdenking werd in 1958 op de zeedijk een monument opgericht. Ook tegenwoordig is in de dorpen de visserij een belangrijke bron van inkomsten. De schepen zijn nu gelegen in de haven van Lauwersoog.
De ramp is verbeeld in de roman 'Foarby it Boarkumer fjoer' van de Friese schrijver Durk van der Ploeg uit 2002. Hij speelt ook een rol in de roman 'Wondermond' van Anne-Gine Goemans uit 2024.